# Grilletes

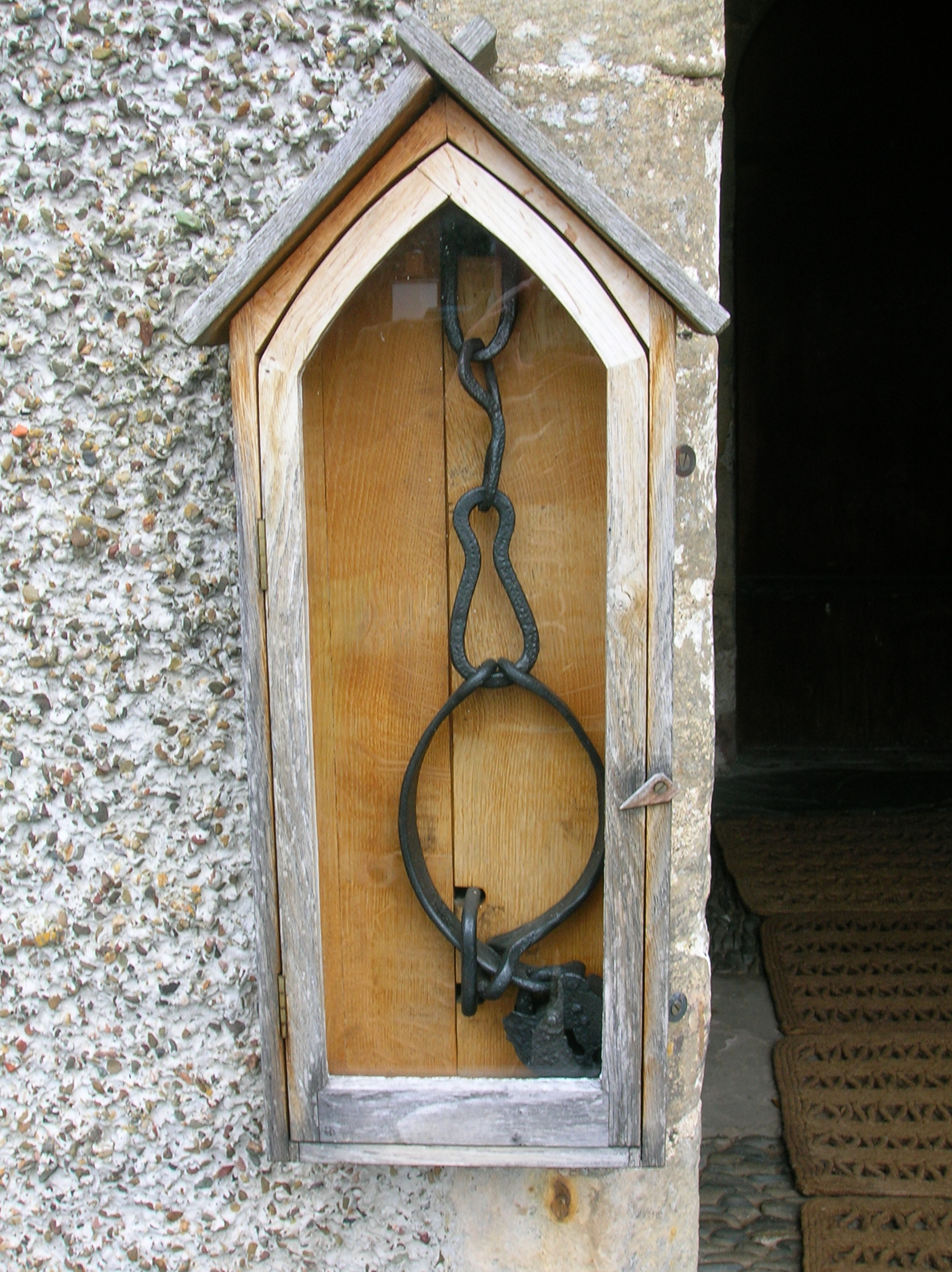
Grilletes en Stobo Kirk.

Un grillete es una pieza de hierro en forma de aro que sirve para sujetar una cadena a alguna parte. También se denomina así al objeto consistente en dos aros, unidos por una cadea, usado para sujetar los tobillos de los presos, a diferencia de otro similar para sujetar las muñecas de las personas detenidas por la policía, o presas, que reciben el nombre específico de esposas.

## Uso tradicional de los grilletes

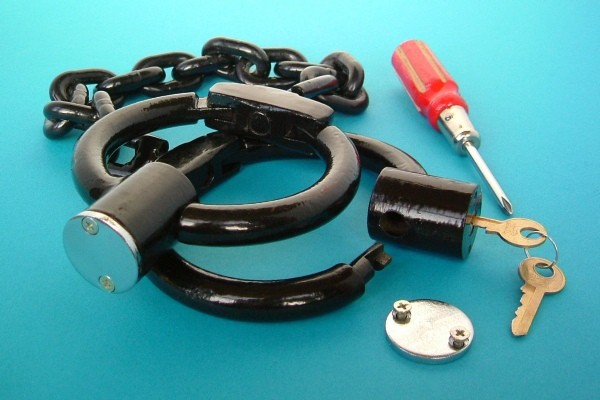
Grilletes chinos.

Los grilletes fueron utilizados desde tiempos inmemoriales para impedir que los presos se movieran libremente, de forma que pasaron a simbolizar la opresión, como se puede leer en la Marsellesa (el himno de Francia), en el himno de la Independencia de Brasil o en el Manifiesto Comunista de Marx y Engels.
Los grilletes también fueron utilizados para el transporte de esclavos, en las galeras para mantener a los remeros (muchos de ellos condenados) en sus bancadas, y cuando los presos tenían que desplazarse fuera de las prisiones ou penitenciarías.

## Uso en torturas
Los grilletes tradicionalmente fueron usados como instrumentos de tortura principalmente en Escocia, los Países Bajos y otros países del norte de Europa. 
Los grilletes consisten en un collar de acero unido a la pared o a un árbol por medio de una cadena corta. Este aro metálico era puesto en el cuello y las muñecas del torturado y asegurado con un candado. Su utilización más común era en la picota para delincuentes eclesiásticos o civiles. Algunos casos de este tipo de tortura se dieron todavía a principios del siglo XX en Escocia.
Sir Walter Scott recogió los grilletes del Castillo Threave (ubicado en Dumfries y Galloway) y los colocó en la puerta principal de su casona, Abbotsford House.

## Prohibiciones
En Europa, solamente los países de fuera de la UE usan legalmente grilletes. Fuera de Europa, se usan en numerosos países, incluidos los Estados Unidos de América.